# Gemeiner Flugdrache
Der Gemeine Flugdrache (Draco volans) ist ein südostasiatisches Schuppenkriechtier aus der Familie der Agamen, innerhalb derer er zu den Flugdrachen (Draco) gehört.

## Merkmale
Gemeine Flugdrachen werden rund 20 cm lang, wobei die Weibchen geringfügig größer werden als die Männchen. Der dünne Schwanz macht dabei mehr als die Hälfte der genannten Länge aus. 
Die Tiere sind bräunlich gefärbt und verfügen über dunkle Flecken auf der Unterseite und im Nacken, welcher ebenso wie der Rücken mit einem flachen Kamm versehen ist. Männchen haben eine große und spitze orangefarbene Kehlfalte, die bei den Weibchen kleiner und gesprenkelt blaugrau ist. Die von den ausgebreiteten verlängerten Rippen getragene, als Flughaut genutzte Flankenhaut ist orange-braun gefärbt und bei Männchen dunkel gestreift, bei Weibchen unregelmäßig mit dunklen Flecken versehen. Die Unterseite der Flankenhaut ist von blauer Farbe. Wird sie nicht genutzt, bleibt sie am Körper zusammengefaltet. Die Flughaut-Spannweite beträgt etwa drei Viertel der Körperlänge.
Die Nasenöffnungen sind nach außen gerichtet. Auf der Schnauze befindet sich eine Reihe von Schuppen, die ein A bilden. Im mittleren Oberkiefer sitzen normalerweise drei Zähne. Das Trommelfell ist meist mit glatter Haut bedeckt.

## Verbreitung und Lebensraum
Gemeine Flugdrachen kommen auf den indonesischen Inseln Java und Bali vor.
Die Art bewohnt junge, trockene Sekundärwälder im Tropenwald und ist nie in Primärwäldern anzutreffen.

## Lebensweise
Der Gemeine Flugdrache ist ein tagaktiver Baumbewohner und ungefähr von 8 bis 11 Uhr und ab 13 Uhr aktiv. Dazwischen ruht er, um starke Sonnenbestrahlung zu vermeiden. Er ist besonders für seine Fähigkeit zum Gleitflug bekannt. Dabei richtet sich das Schuppenkriechtier auf einem Baum so aus, dass der Kopf zum Boden zeigt. Nach dem Abstoßen segelt es im Durchschnitt 8 m weit und landet auf dem Boden oder auf einem anderen Baum. Diese Technik wird zur Fortbewegung verwendet und nicht bei Wind oder Regen angewandt.
Männchen haben ein ausgeprägtes Territorialverhalten. Ihre Reviere umfassen zwei bis drei Bäume mit je ein bis drei Weibchen und werden vehement gegen andere Männchen verteidigt. Die Drohgebärden setzen sich aus einem Ausfahren der Kehlfalte, einem Öffnen der Flughäute und einem Wippen des gesamten Körpers zusammen.
Der Gemeine Flugdrache ernährt sich vor allem von baumbewohnenden Ameisen und Termiten, ist also ein Insektenfresser. Bei der Jagd wartet er geduldig auf einem Baum, bis ein Beuteinsekt in seine Nähe kommt und er es fressen kann, ohne sich zu bewegen.

## Fortpflanzung

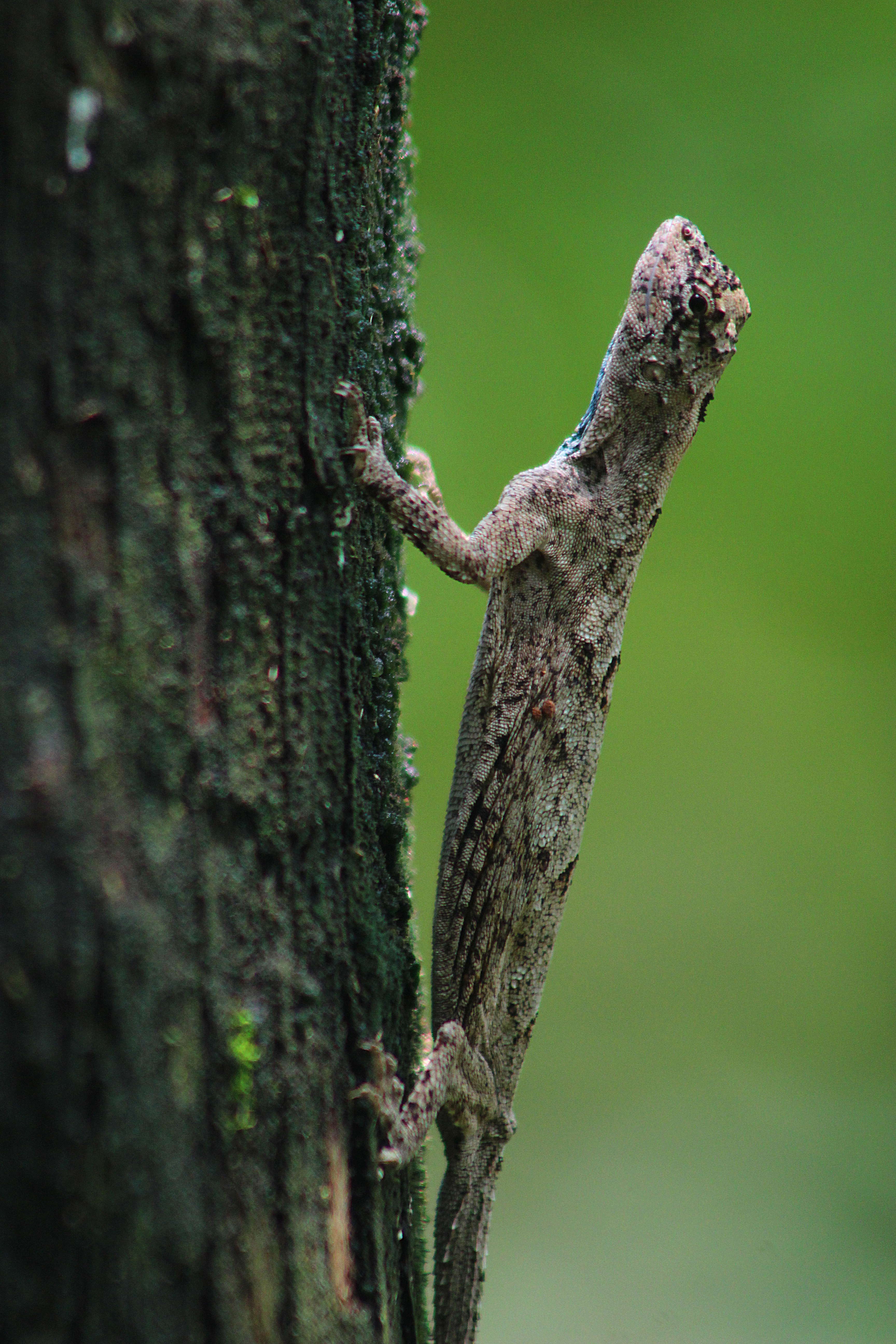
Weibchen bei der Jagd

Die Paarung findet vermutlich im Dezember und Januar statt. Das Vorspiel besteht daraus, dass Männchen und Weibchen die Flankenhäute spreizen und mit dem gesamten Körper Wippbewegungen vollführen (Imponierverhalten). Dann breitet das Männchen seine Kehlfalte aus und umkreist das Weibchen dreimal, bevor es zur Kopulation kommt.
Die ein bis fünf, ca. 1,4 cm großen Eier werden in eine Mulde gelegt, die das Weibchen zuvor mit dem Kopf in den Boden gedrückt hat. Anschließend bedeckt dieses das Loch wieder mit Erde und bewacht die Eier etwa 24 Stunden lang. Danach werden die Eier sich selbst überlassen und haben keinen Schutz gegen Raubtiere mehr. Die Jungtiere schlüpfen nach etwa 32 Tagen.

## Gefährdung
Der Gemeine Flugdrache wird nicht von Menschen verzehrt. Er wird sogar bisweilen irrtümlicherweise für giftig gehalten.
Er wird in der Roten Liste der IUCN als nicht gefährdet (Least Concern) eingestuft.

## Trivia
Der Gemeine Flugdrache ähnelt in Aussehen, Größe und Lebensweise den urzeitlichen Reptilien Coelurosauravus (Weigeltisaurus) aus dem Perm und Kuehneosaurus aus der Trias. Auch diese kleinen Reptilien hatten stark verlängerte Rippen, die von einer Flughaut überzogen waren. Wenn die Tiere ihre Rippen abspreizten, konnten sie von einem Baum zum anderen segeln.